# Bitwa morska pod Livorno

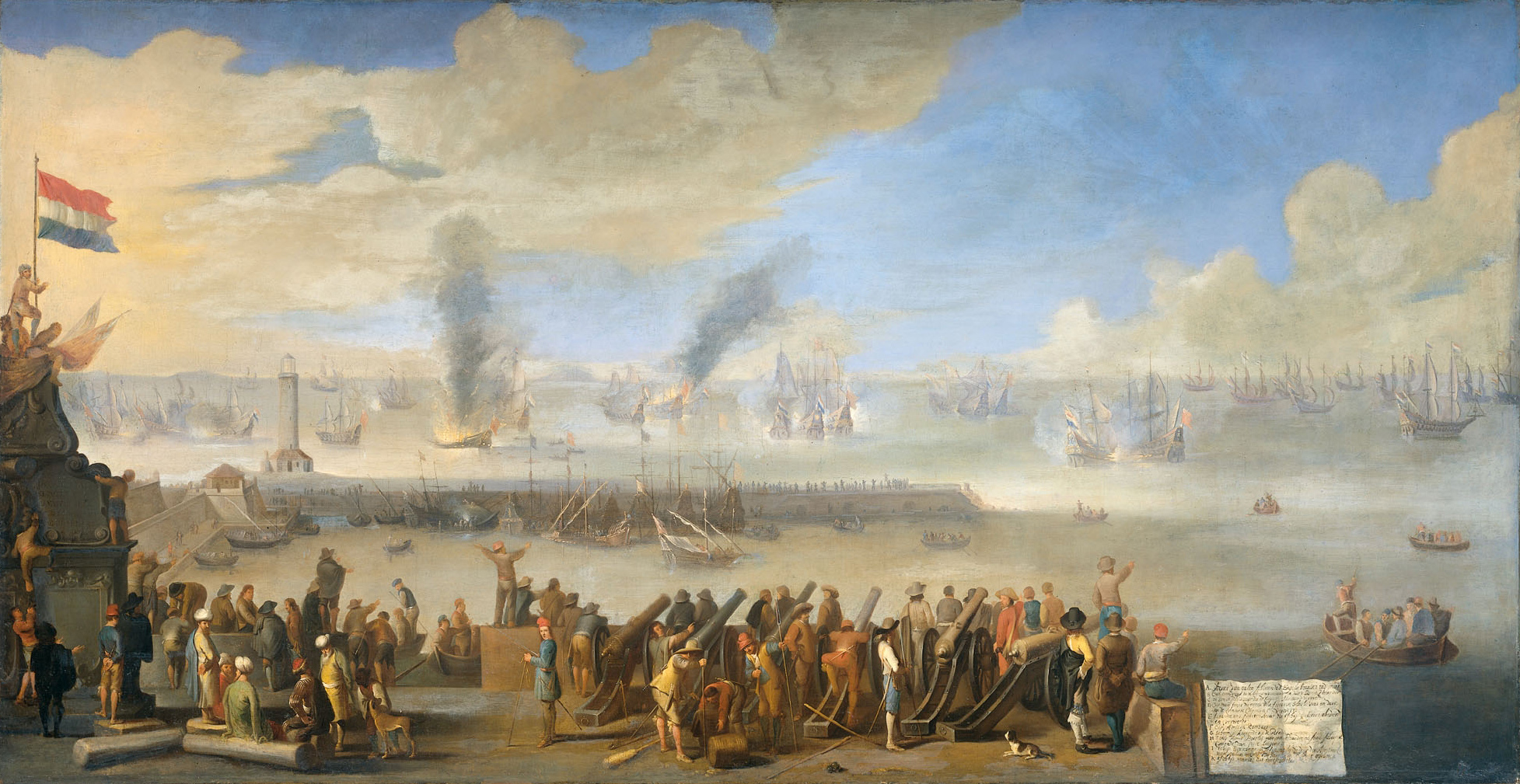
Bitwa morska pod Livorno. Johannes Lingelbach

Bitwa morska pod Livorno – starcie zbrojne, które miało miejsce 14 marca 1653 podczas wojny angielsko-holenderskiej (1652–1654).
Bitwa pod Livorno była zwycięstwem holenderskiej floty dowodzonej przez komodora Jana van Galena nad eskadrą angielską dowodzoną przez komandora Henry'ego Appletona. Gdy angielska flota pod wodzą Richarda Badileya, do której Appleton próbował dołączyć, pojawiła się i stwierdziła, że jest znacznie słabsza liczebnie, uciekła.
W 1652 rząd Anglii, pomyłkowo uznawszy Holendrów za pokonanych po bitwie pod Kentish Knock, podzielił swą flotę na część śródziemnomorską i część domową, Ten podział sił doprowadził do porażki pod Dungeness w grudniu 1652, a w początkach 1653 sytuacja na Morzu Śródziemnym również przedstawiała się dla Anglików fatalnie. Eskadra Appletona złożona z 6 okrętów wpadła w pułapkę pod Livorno, zablokowana przez 16 okrętów holenderskich. Richard Badiley z 8 okrętami stał w tym czasie koło wyspy Elby.
Jedyną nadzieją dla Anglików było połączenie obu tych sił, lecz Appleton (6 okrętów, w tym 4 handlowce, 222 działa) żeglował zbyt szybko i wpadł na Holendrów (16 okrętów, w tym 7 wynajętych statków handlowych, 552 działa), zanim Badiley (8 okrętów, w tym 4 wynajęte handlowce, 1 brander, 276 dział) mógł przyjść mu z pomocą. Stracił 5 okrętów - 3 zdobyte, 2 zniszczone. Jedyny ocalały okręt Mary (30-działowy handlowiec) płynął szybciej niż holenderskie okręty i umknął dołączywszy wkrótce do Badileya. Badiley ze względu na zbyt dużą przewagę liczebną Holendrów zrezygnował z walki i wycofał się.
Zwycięstwo to dało Holendrom władzę nad wodami Morza Śródziemnego, uzależniając angielski handel z krajami Lewantu od swej łaski. W bitwie tej naczelny wódz floty holenderskiej van Galen został śmiertelnie ranny i zmarł 23 marca. Wśród holenderskich kapitanów w bitwie brał udział Cornelis Tromp, przyszły słynny admirał.